# Шерні (Італія)
Шерні (італ. Scerni) — муніципалітет в Італії, у регіоні Абруццо, провінція К'єті.
Шерні розташоване на відстані близько 175 км на схід від Рима, 105 км на схід від Л'Аквіли, 45 км на південний схід від К'єті.
Населення — 3317 осіб (2014).
Щорічний фестиваль відбувається 28 квітня. Покровитель — San Panfilo.

## Демографія
Населення за роками:

Станом на 1 січня 2023 року в муніципалітеті офіційно проживало 198 іноземців з 22 країн, серед них 99 громадян країн Євросоюзу та 10 громадян України.

## Сусідні муніципалітети
- Атесса
- Джиссі
- Монтеодоризіо
- Поллутрі